# Ennomos distincta
Ennomos distincta är en fjärilsart som beskrevs av Heinrich 1917. Ennomos distincta ingår i släktet Ennomos och familjen mätare. Inga underarter finns listade i Catalogue of Life.